# Desmoscolex falcatus
Desmoscolex falcatus är en rundmaskart som beskrevs av Lorenzen 1972. Desmoscolex falcatus ingår i släktet Desmoscolex och familjen Desmoscolecidae. Arten är reproducerande i Sverige. Inga underarter finns listade i Catalogue of Life.